# Cylichnus vanus
Cylichnus vanus är en skalbaggsart som beskrevs av Louis Albert Péringuey 1902. Cylichnus vanus ingår i släktet Cylichnus och familjen Melolonthidae. Inga underarter finns listade i Catalogue of Life.